# 盖伦达什
盖伦达什，是匈牙利贝凯什州所辖的一个村。总面积40.78平方公里，总人口1364，人口密度33.4人/平方公里（2011年1月1日）。